# Сердар Таски
Сердар Таски (тур. Serdar Taşçı; 24. април 1987) професионални је немачки фудбалер турског порекла који игра на позицији центархалфа.